# Премия имени Е. Н. Павловского
Премия имени Е. Н. Павловского — научная награда Российской академии наук. Присуждается Отделением общей биологии (ООБ) Российской академии наук за выдающиеся работы в области зоологии и паразитологии.
Премия названа в честь Евгения Никаноровича Павловского (1884—1965), выдающегося советского и русского зоолога, энтомолога, генерал-лейтенанта медицинской службы (1943), академика АН СССР (1939) и Академии медицинских наук (1944), директора Зоологического института АН СССР, Президента Всесоюзного энтомологического общества (1931—1965), Президента Географического общества СССР (1952—1964), Героя Социалистического Труда.

## Награждённые учёные
- 1993 — доктор биологических наук Наталия Александровна Филиппова — за серию работ по кровососущим клещам
- 1996 — доктор биологических наук Глеб Сергеевич Медведев — за цикл работ «Морфологические обоснования системы жесткокрылых насекомых семейства чернотелок»
- 1999 — доктор биологических наук Эдуард Исаевич Коренберг — за цикл работ по природной очаговости боррелиозов, связанных с иксодовыми клещами
- 2002 — доктора биологических наук Владимир Иванович Кузнецов и Анатолий Александрович Стекольников — за монографию «Новые подходы к системе чешуекрылых мировой фауны»
- 2005 — доктора биологических наук Андрей Александрович Добровольский и Кирилл Владимирович Галактионов — за две монографии на тему: «Биология и эволюция трематод»
- 2008 — доктора биологических наук Николай Васильевич Аладин и Владислам Вильгельмович Хлебович — за серию работ по теме «Фактор солёности в зоологии»
- 2011 — доктор биологических наук Геннадий Фёдорович Барышников — за цикл работ по систематике и филогении крупных млекопитающих
- 2014 — член-корреспондент РАН Виктор Вячеславович Глупов — за серию работ по сравнительной иммунологии беспозвоночных животных
- 2017 — доктор биологических наук Наталия Борисовна Ананьева — за серию работ по систематике, филогении и биогеографии пресмыкающихся Евразии
- 2020 — доктор биологических наук Сергей Эдуардович Спиридонов — за серию работ «Систематика и филогения нематод, паразитирующих в беспозвоночных животных»
- 2023 — доктор биологических наук Владимир Александрович Паевский — за серию работ по демографической структуре популяций, продуктивности размножения и динамике численности птиц